# Thomas Hart Benton
Thomas Hart Benton (Neosho, 15 aprile 1889 – Kansas City, 18 gennaio 1975) è stato un pittore statunitense.

## Biografia
Era il primo dei quattro figli del colonnello Maecenas Eason Benton, avvocato, eletto quattro volte al senato, ed Elizabeth Wise Benton.
Trascorre la sua infanzia tra Washington e il Missouri, con i genitori, le due sorelle Mary e Mildred e il fratello minore Nathaniel.
La sua carriera da artista comincia nel 1907 iscrivendosi all'Art Institute di Chicago. Decide in seguito di compiere un viaggio a Parigi nel 1909 dove incontra altri artisti americani, tra i quali Diego Rivera e Stanton Macdonald-Wright, quest'ultimo sostenitore del Sincronismo che influenza molto il lavoro futuro di Benton. 
Nel 1913 torna a New York e riprende la sua attività di artista. Viene chiamato alle armi durante la Prima Guerra Mondiale e messo di stanza in Virginia. L'esperienza ha una forte influenza nel suo stile. Concluso il conflitto, nuovamente a New York nei primi anni venti, lamentandosi del divario crescente tra l'ascetismo delle avanguardie e il gusto tradizionale, si dichiara “nemico del modernismo”, attacca il degrado dell'arte moderna. Benton vuole creare un'arte diretta a tutto il popolo e non soltanto ad una ristretta élite. Comincia così lavori rappresentativi e naturalistici – realistici ispirandosi alla tradizione di Michelangelo, Tintoretto, El Greco e Daumier, oggi noti sotto il nome della corrente del Regionalismo. Inizia con piccoli murali di vita quotidiana americana. Preferisce il murale in quanto include più temi in contemporanea e quindi sono più espressivi per la società, per la visione stessa. Inoltre il murale è arte pubblica e gli piace l'idea che raggiunga direttamente le persone. Nel 1932 Benton esegue diversi murali di grandi dimensioni per il Whitney Museum of American Art dal titolo The Arts of life in America. 
Sempre nel 1932 avviene un salto di qualità che lo porterà alla fama negli anni a venire. Ancora sconosciuto, gli vengono commissionati i dipinti murali sulla vita in Indiana che saranno esposti al Century of Progress Exhibition in Chicago (Oggi esposti all'Università dell'Indiana). The Indiana Murals sono influenzati molto dai murali messicani. Benton coinvolge direttamente gli abitanti dello Stato usandoli come modelli per dare ancora più realismo al capolavoro. Alla conclusione i murali suscitano però non poche polemiche. Benton non dipinge solamente la gente comune ed illustre che ha fatto la storia dell'Indiana, ma anche personaggi appartenenti al lato oscuro dello Stato, come ad esempio esponenti del Ku Klux Klan. Sono definiti torvi e minacciosi, mancanti del buon umore che da sempre caratterizza gli abitanti dello Stato. Ma l'impatto che questo lavoro ha avuto sulla carriera di Benton è immediato. Si ritrova in una delle prime copertine a colori del Time, dove è presentato insieme agli altri artisti della Scena Americana Grant Wood e John Steuart Curry, ritraendoli come i nuovi eroi della pittura americana ed esaltando il movimento del Regionalismo.
Nel 1935 accetta di realizzare un dipinto murale per il Missouri State Capitol a Jefferson City intitolato A Social History of Missouri, forse il suo più grande lavoro, provocando come precedentemente molte polemiche.
Si stabilisce a Kansas City, sempre nel Missouri, dove accetta un posto da insegnante presso il Kansas City Art Institute; da qui ha la possibilità di accedere alla grande America rurale che sta lentamente scomparendo. Nel 1937, acclamato dalla critica, pubblica la sua autobiografia An Artist in America. In seguito produce filmati e litografie in edizioni limitate. Negli anni dell'insegnamento, il suo più famoso allievo è Jackson Pollock, all'Art Students League di New York.
Durante la Seconda Guerra Mondiale, Benton crea una serie dal titolo The Year of Peril, mettendo in luce la minaccia del fascismo e del nazismo contro gli ideali americani. Con la fine della guerra, finisce anche la grande stagione del Regionalismo, messo in disparte dall'espressionismo astratto nascente. Benton nonostante tutto rimane attivo per altri trent'anni, concentrando il suo lavoro non più molto sulla critica sociale, ma per la maggior parte sulla creazione di immagini bucoliche stilizzate delle campagne pre-industriali.
Nella vita privata, Benton sposa Rita Piacenza, un'immigrata italiana, nel 1922 dalla quale ha due figli, Thomas Piacenza Benton, nato nel 1926 e Jessie Benton nata nel 1939. Uniti per 53 anni, Rita muore dieci settimane dopo il marito.